# 박영철 (1879년)
박영철(朴榮喆, 1879년 2월 2일 ~ 1939년 3월 10일)은 대한제국의 군인으로 일제강점기에는 관료를 지냈고, 여러 친일 단체에서 활동했다. 유명한 밀정 배정자의 남편이기도 하다.

## 생애
전라북도 전주에서 출생했다. 1890년대 후반 일본어를 배운 것을 계기로 일본에 유학하여 1902년 일본육군사관학교에 국비유학생으로 입학했다. 1903년 일본육사 15기로 졸업하였으며, 곧 러일 전쟁이 발발하여 종군하였다.
일본은 일본군 장교로 양성한 한국인들을 한일 병합 조약 체결에 앞서 군부에 배치했는데, 박영철도 대한제국 육군무관학교 교관직을 비롯해 육군에서 근무하다가 군대가 해산된 후 시종무관에 임명되었고 헌병대에도 배속받았다. 대한제국 군대 해산 시에는 많은 군인들이 반발하였고 의병으로 나선 경우도 많았으며, 그와 일본육사 동기인 이갑, 류동렬은 독립 운동에 뛰어들었다. 그러나 박영철은 군대 해산에 순응하고 1912년 한국병합기념장을 수여 받으며 친일 군인으로 남게 되었다.
한편, 박영철은 이 무렵 배정자와 동거하여 전재식, 현영운에 이어 배정자의 세 번째 남편이 되었다.
이후 관료로 자리를 옮겨 군수 벼슬을 시작으로 1918년 함경북도 참여관이 되었으며, 1920년 전라북도 참여관, 1924년 강원도 지사, 1926년 함경북도 지사를 지냈다. 이 사이 1919년 3·1 운동이 일어나자 만세운동을 비난하는 글을 작성하여 《매일신보》를 통해 발표하기도 했다.
1929년 관직을 사퇴한 뒤로는 동양척식주식회사의 감사로 자리를 옮겼고, 이후 여러 은행과 기업에서 간부를 지냈다. 1929년 기업인들이 구성한 친일단체 동민회의 부회장을 맡기도 했다. 1930년대 조선총독부 중추원의 참의에 임명되었다. 1935년 총독부가 편찬한 《조선공로자명감》에 조선인 공로자 353명 중 한 명으로 수록되어 있다.
중일 전쟁 발발 후에도 국방헌금을 내고 비행기 헌납을 위한 모금 운동에 적극적으로 나섰으며, 여러 관변 조직의 간부로 활발히 활동했다. 이처럼 꾸준한 활동으로 공적을 인정받아 사망한 뒤 일본 훈장인 욱일중수장을 추서받았다.

## 사후
2002년 발표된 친일파 708인 명단, 2008년 민족문제연구소에서 친일인명사전에 수록하기 위해 정리한 친일인명사전 수록예정자 명단에 모두 선정되었으며, 두 명단에서 박영철은 중추원, 관료, 도지사, 도 참여관, 친일단체, 군 등 여러 분야에 중복 수록되어 있다. 2009년 친일반민족행위진상규명위원회가 발표한 친일반민족행위 705인 명단에도 포함되었다.

## 같이 보기
- 일본육군사관학교
- 동양척식주식회사
- 조선총독부 중추원
- 구일회
- 배정자

## 참고 자료
- 반민족문제연구소 (1993년 3월 1일). 〈박영철 : 다채로운 이력의 전천후 친일파 (박찬승)〉. 《친일파 99인 2》. 서울: 돌베개. ISBN 9788971990124.
- 임종국 (1991년 2월 1일). 〈욕된 영달의 길을 간 군권탈취 방조자들〉. 《실록 친일파》. 반민족문제연구소 엮음. 서울: 돌베개. ISBN 8971990368.